# Paul Alexander
Paul Richard Alexander (Dallas, 30 gennaio 1946 – Dallas, 11 marzo 2024) è stato un avvocato e scrittore statunitense, noto per essere sopravvissuto a un'epidemia di poliomielite, che lo rese paralitico a vita. Trascorse il resto dei suoi giorni prevalentemente collegato al polmone d'acciaio.

## Biografia
Paul Alexander nacque a Dallas il 30 gennaio 1946 in una famiglia con discendenze greche e libanesi.
Durante una grande epidemia di poliomielite che colpì gli Stati Uniti a partire dalla fine del 1952, centinaia di bambini intorno a Dallas, Texas, tra cui anche Paul Alexander, in quel periodo di soli sei anni, furono portati al Parkland Hospital. I bambini, essendo tutti in pericolo di vita, vennero quindi immediatamente introdotti in un polmone d'acciaio. Alexander fu ridotto a poter muovere soltanto la testa, il collo e la bocca; a partire dal 1954, con l'aiuto della March of Dimes e di una fisioterapista, Mrs. Sullivan, riprese il controllo della respirazione più o meno volontariamente, al punto che gli fu anche possibile lasciare il polmone d'acciaio per periodi di tempo gradualmente crescenti. 
Alexander fu uno dei primi studenti a frequentare il Distretto Scolastico Indipendente di Dallas (Dallas Independent School District), dove imparò efficaci tecniche di memorizzazione essendo impossibilitato a prendere appunti. A 21 anni, completò con ottimi voti gli studi presso la W. W. Samuell High School nel 1967, diventando la prima persona a diplomarsi in una scuola superiore di Dallas senza frequentare fisicamente una classe.
Una borsa di studio gli permise di frequentare la Southern Methodist University; in seguito egli si trasferì all'Università del Texas ad Austin, dove conseguì due lauree, la prima nel 1978 e l'altra nel 1984. Ottenne un lavoro insegnando terminologia legale a stenografi di corte in una scuola commerciale di Austin, prima di prestare giuramento come avvocato nel 1986.
Nell'aprile 2020 pubblicò il suo libro di memorie Three Minutes for a Dog. Secondo il Guardian, gli ci vollero più di otto anni per completarlo, usando un bastone di plastica e una penna per battere sulla tastiera, o dettando parole a un amico che scrisse per lui.
Morì all'età di 78 anni l'11 marzo 2024, per complicazioni da COVID-19.